# Margo Veillon
Margo Veillon (Il Cairo, 19 febbraio 1907 – Il Cairo, 9 giugno 2003) è stata un'artista svizzera.

## Biografia
Margo Veillon, figlia di un imprenditore svizzero e di madre austriaca, vive la sua gioventù tra Egitto, Svizzera e Francia. Tra gli anni ’30 e ’60 si dedica esclusivamente alla realizzazione di centinaia di dipinti, schizzi e fotografie in giro per l’Egitto. Durante gli anni ’70 e ’80 visita la Grecia, il Sudan, la Spagna, il Messico e molti altri paesi, per disegnare e fotografare. Margo Veillon ha, anche, scritto molti diari di viaggio.